# Succiniclasticum ruminis
La  Succiniclasticum ruminis  è una specie di batterio appartenente alla famiglia delle Acidaminococcaceae.